# 卡梅斯特區
51°58′48″N 61°47′24″E / 51.98000°N 61.79000°E

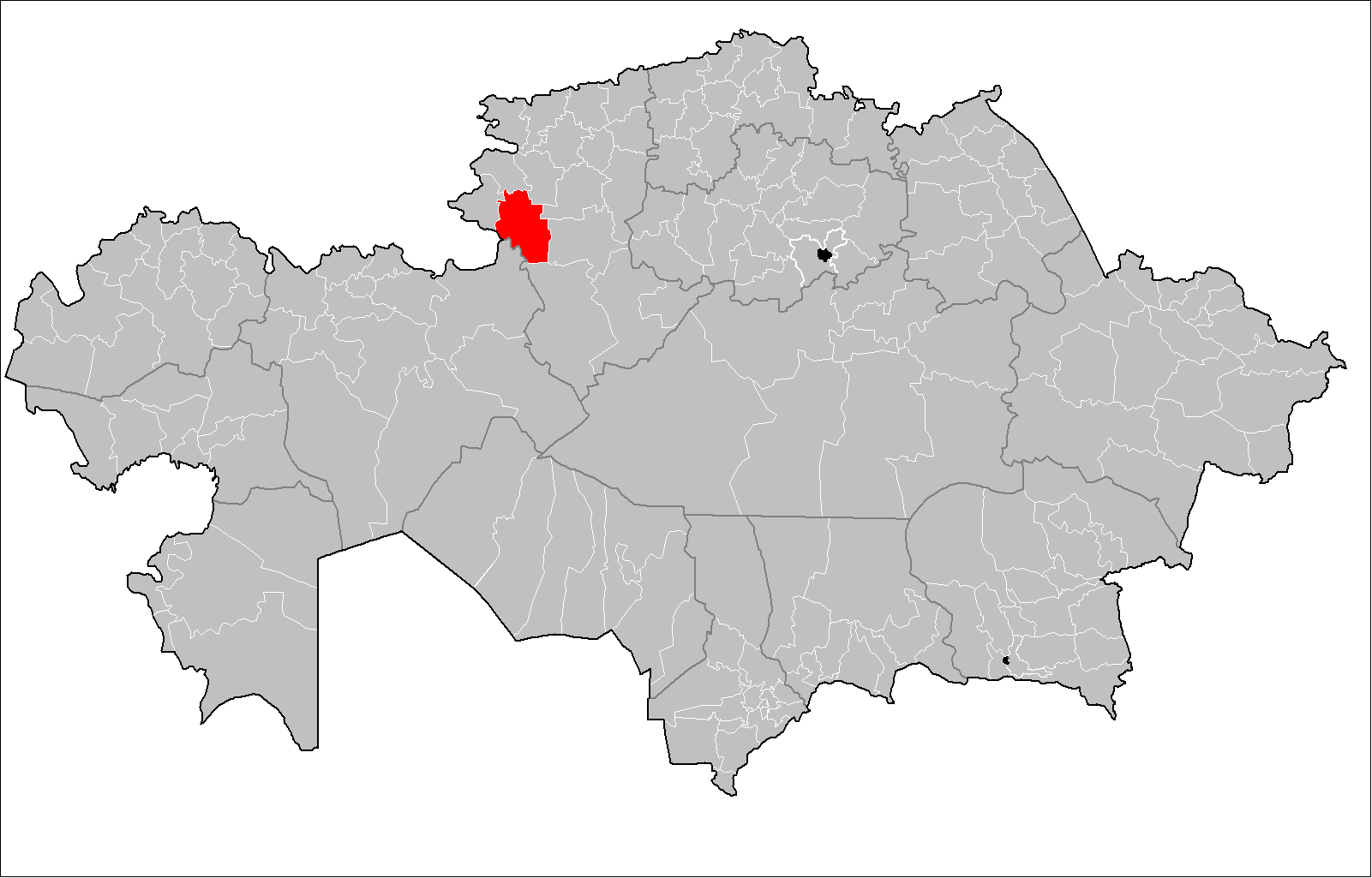

卡梅斯特區是哈薩克斯坦的行政區，位於該國北部，由庫斯塔奈州負責管轄，首府設於卡梅斯特，始建於1955年，面積12,100平方公里，2015年人口13,803。